# 응우옌푹홍피
응우옌푹홍피(Nguyễn Phúc Hồng Phì, 阮福洪伾, 완복홍비, 1835년 2월 12일 ~ 1863년 4월 19일)은 베트남 응우옌 왕조의 황족이다. 소치제의 7번째 아들로, 어머니는 재인(才人) 응우옌티프엉(阮氏芳, 완씨방)이다.